# Máté Fenyvesi
Máté Fenyvesi (19. září 1933 Jánoshalma – 17. února 2022) byl maďarský fotbalista, záložník. V roce 1963 byl vyhlášen maďarským fotbalistou roku. Po skončení aktivní kariéry pracoval jako veterinář. Po demokratických změnách v Maďarsku vstoupil do politiky a v letech 1998-2006 byl poslancem maďarského parlamentu, nejprve za menší stranu FKgP a v dalším volebním období od roku 2002 za stranu Fidesz – Maďarská občanská unie.

## Fotbalová kariéra
Začínal v týmu Kecskeméti TE.
V maďarské lize hrál za Ferencvárosi TC, se kterým získal čtyři mistrovské tituly a jedno vítězství v poháru. Nastoupil ve 346 ligových utkáních a dal 84 ligových gólů. V Poháru mistrů evropských zemí nastoupil v 8 utkáních a dal 1 gól, v Poháru vítězů pohárů nastoupil ve 2 utkáních a ve Veletržním poháru UEFA nastoupil v 27 utkáních a dal 10 gólů. Byl členem maďarské reprezentace na Mistrovství světa ve fotbale 1958, nastoupil ve 3 utkáních. Byl členem maďarské reprezentace na Mistrovství světa ve fotbale 1962, nastoupil ve 3 utkáních. Byl členem maďarské reprezentace na Mistrovství Evropy ve fotbale 1964, nastoupil v obou utkáních. Byl členem maďarské reprezentace na mistrovství světa ve fotbale 1966, ale v utkání nenastoupil. Za reprezentaci Maďarska nastoupil v letech 1954–1966 v 76 utkáních a dal 8 gólů.

## Ligová bilance
| Ročník                   | Zápasy | Góly | Klub            |
| ------------------------ | ------ | ---- | --------------- |
| 1. maďarská liga 1953    | 26     | 7    | Ferencvárosi TC |
| 1. maďarská liga 1954    | 21     | 5    | Ferencvárosi TC |
| 1. maďarská liga 1955    | 21     | 7    | Ferencvárosi TC |
| 1. maďarská liga 1956    | 22     | 4    | Ferencvárosi TC |
| 1. maďarská liga 1957    | 11     | 3    | Ferencvárosi TC |
| 1. maďarská liga 1957/58 | 25     | 9    | Ferencvárosi TC |
| 1. maďarská liga 1958/59 | 26     | 4    | Ferencvárosi TC |
| 1. maďarská liga 1959/60 | 24     | 2    | Ferencvárosi TC |
| 1. maďarská liga 1960/61 | 23     | 5    | Ferencvárosi TC |
| 1. maďarská liga 1961/62 | 26     | 7    | Ferencvárosi TC |
| 1. maďarská liga 1962/63 | 26     | 5    | Ferencvárosi TC |
| 1. maďarská liga 1963    | 13     | 5    | Ferencvárosi TC |
| 1. maďarská liga 1964    | 24     | 7    | Ferencvárosi TC |
| 1. maďarská liga 1965    | 23     | 7    | Ferencvárosi TC |
| 1. maďarská liga 1966    | 18     | 4    | Ferencvárosi TC |
| 1. maďarská liga 1967    | 3      | 1    | Ferencvárosi TC |
| 1. maďarská liga 1968    | 14     | 2    | Ferencvárosi TC |
| CELKEM 1. maďarská liga  | 346    | 84   |                 |